# ووجسيش جولا
ووجسيش جولا (بالبولندية: Wojciech Golla)‏ (12 يناير 1992 في بولندا - ) هو لاعب كرة قدم بولندي في مركز الدفاع. شارك مع منتخب بولندا تحت 19 سنة لكرة القدم ومنتخب بولندا لكرة القدم. أما مع النوادي، فقد لعب مع إن إي سي نيميخن وبوغون شتشين ولخ بوزنان.

## وصلات خارجية
- ووجسيش جولا على موقع قاعدة بيانات كرة القدم.إي يو (الإنجليزية)
- ووجسيش جولا على موقع ناشيونال فوتبول تيمز (الإنجليزية)
- ووجسيش جولا على موقع Soccerway.com (الإنجليزية)